# Първи манифест на сюрреализма
Манифест на сюрреализма е текст на Андре Бретон, последван е от Втори манифест на сюрреализма.
- Манифест на сюрреализма, издателство „Sagittaire“, 1924 г., преиздадено през 1929 г.
- Втори манифест на сюрреализма, издателство „Kra“, 1930 г., преиздадено през 1946 г.

Тези два текста, заедно с други, са били публикувани под заглавието ‘’Два манифеста на сюрреализма’’ през 1962 г.

## Манифест на сюрреализма (1924)
Бил е предвиден като предговор към книгата на Андре Бретон Poisson soluble, която е трябвало да бъде публикувана същата година.
Текстът е нестандартен, обединява различни идеи и начини на писане. Според Елизабет Кенал-Рено, темите в книгата биха могли да бъдат групирани около следните осем елемента:
1. Отдаване на чест на въображението
2. Апел към очарованост от живота
3. Вяра в разрешаването на конфликта между съня и реалността.
4. Принципът на автоматичното писане
5. Дефиниция на сюрреализма
6. Сюрреалистични изображения
7. Колажи от фрагменти от изречения
8. Антиконформистко поведение

Дефиницията на Бретон за сюрреализма: „Чист психически автоматизъм, който предлага изразяване (вербално, писмено или по всякакъв друг начин) на истинското функциониране на мисълта. Диктовка на мисълта при отсъствие на всякакъв контрол, налаган от разума, лишена от всички естетически и морални грижи.“
На 20 декември 2017, на търг се продават ръкописи от иззета през 2015 колекция. Между многото, има и четири новооткрити ръкописа на Андре Бретон, отнасящи се до манифеста на сюрреализма.

### Преиздаване през 1929 г.
Манифестът е разпечатан отново, без особени промени, освен удължаването на предговора през 1929 г. и „Писмо към гадателките“ през 1926 г.

## Втори манифест на сюрреализма (1930)
В проучването си, Елизабет Кенал-Рено отличава осем главни теми:
1. Изкуствената същност на антиномиите
2. Сюрреализмът не изисква някакъв морал
3. Критика към някои сюрреалисти
4. Апел към завръщане към фундаментите
5. Апел към отдаденост на обществото
6. Предупреждение за вземане на мерки срещу манипулацията от страна на политиката.
7. Привличането към езотеризма
8. Отказ от меркантилен успех

### относно новото издание на втория манифест на сюрреализма от 1946 г.
С времето, Андре Бретон се опитва да сложи в по-уважителен контекст конфликтите си с други артисти. Въпреки това, той запазва позицията си.
Вторият манифест е получил язвителен отговор от поета Робер Деснос.

## Въведение към един трети манифест за сюрреализма или не(1942)
Представлява кратък текст от дванадесет страници, прекъсван от интерлюдии, които Бретон пише по време на втората световна война.